# HD 192263
HD 192263は、地球からわし座の方向に約64光年離れた位置にある8等級の恒星である。周囲を太陽系外惑星が公転していることが知られている。

## 特徴
| 太陽 | HD 192263 |
| ---- | --------- |
| 太陽 | Exoplanet |

HD 192263は太陽の約7割の質量と約8割の半径を持つK型主系列星で、光度は太陽の3割しかない。また、23.98日の周期で見かけの明るさが変化する変光星であり、りゅう座BY型変光星（閃光星）と呼ばれる分類に属する。そのため、HD 192263にはわし座V1703星（V1703 Aql）という変光星名も与えられている。
2006年にスピッツァー宇宙望遠鏡を用いて行われた観測で、HD 192263から5.2 au以上離れた領域に表面温度90 K（-163 ℃）以下の星周円盤が存在していることが判明している。また、アストロメトリによる観測で木星の82倍の質量を持つ伴星を持つことも示されている。

## 惑星系
1999年、チリのラ・シヤ天文台で行われたドップラー分光法（視線速度法）の観測でHD 192263を公転する太陽系外惑星HD 192263 bが発見された。2002年に、惑星の存在を示すとされた視線速度のデータは主星の恒星活動によって生じたもので惑星に起因したものではないという指摘がなされたが、最初に発見論文を公表した研究者らを含む研究グループが翌年にその指摘に対して反論し、改めて惑星の存在を確認できたと発表している。HD 192263 bは少なくとも木星の7割ほどの質量を持ち、非常に真円に近い軌道を約24日かけて公転している。
| 名称 （恒星に近い順） | 質量              | 軌道長半径 （天文単位） | 公転周期 (日)    | 軌道離心率    | 軌道傾斜角 | 半径 |
| --------------------- | ----------------- | ----------------------- | ---------------- | ------------- | ---------- | ---- |
| b                     | ≥0.773 ± 0.015 MJ | 0.15312 ± 0.00095       | 24.3587 ± 0.0022 | 0.008 ± 0.014 | —          | —    |
| 星周円盤              | >5.2 au           | >5.2 au                 | >5.2 au          | >5.2 au       | —          | —    |

## 名称
2019年、世界中の全ての国または地域に1つの系外惑星系を命名する機会を提供する「IAU100 Name ExoWorldsプロジェクト」において、HD 192263系はレバノン共和国に割り当てられる惑星系となった。このプロジェクトは、「国際天文学連合100周年事業」の一環として計画されたイベントの1つで、レバノン国内での選考、国際天文学連合 (IAU) への提案を経て太陽系外惑星とその主星に固有名が承認されるものであった。2019年12月17日、IAUから最終結果が公表され、HD 192263はPhoenicia、HD 192263 bはBeirutと命名された。これらはレバノンにあるフェニキア文明に関連した古代都市と土地の名前に由来しており、Phoenicia は地中海の古代覇権文明である「フェニキア」に、Beirut は世界で最も古くから人が住んでいる都市の1つであり、フェニキアの港町であったレバノンの首都ベイルートに、それぞれちなんで名付けられた。